# Modern Day Escape
Modern Day Escape es una banda de Post-Hardcore formada en el año 2006, en la ciudad de Orlando, Florida, cuyos integrantes son James Vegas , Marti Rubels v, Mark Burn, Nicholas Sheppard y Sandra Alvarenga.
En julio de 2009, lanza su álbum debut House of Rats bajo el sello discográfico Standby Records. En septiembre de 2010, se une a la banda la exbatería de la banda Black Veil Brides, Sandra Alvarenga. El 27 de marzo salió a la venta el segundo álbum de la banda Under The Gun.

## Miembros
Miembros actuales
- James Vegas: voz
- Marti Rubels: guitarra, coro
- Jack Sabraw: guitarra, coro
- William Wenz: bajo
- Sandra Alvarenga: batería

### Miembros anteriores
- Mark Burn: guitarra, coro
- Nicholas Sheppard: bajo